# 地书

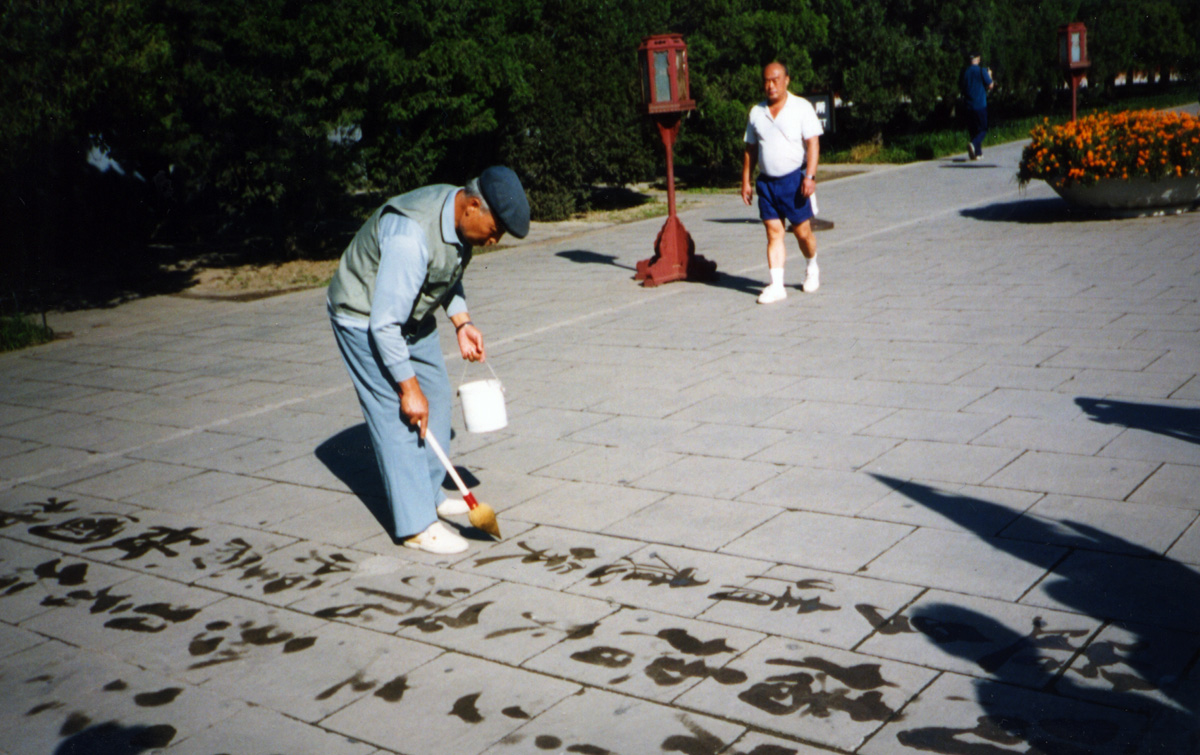
2002年北京市天坛公园，一位游客正在写地书，苏轼《念奴娇·赤壁怀古》

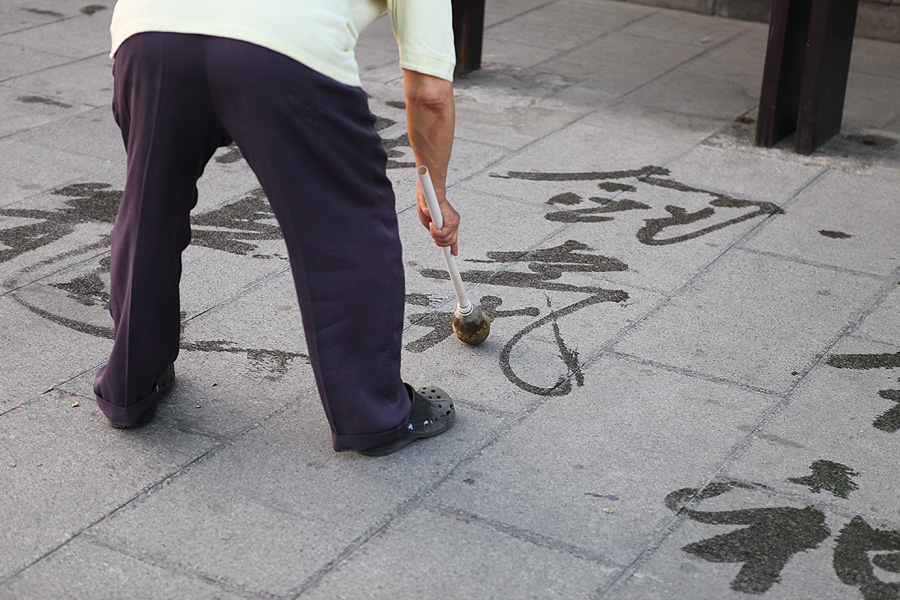
2010年北京市北海公园，一位游客正在写地书

地书，是在地面上书写的中国书法，流行于中国大陸各地。

## 简介

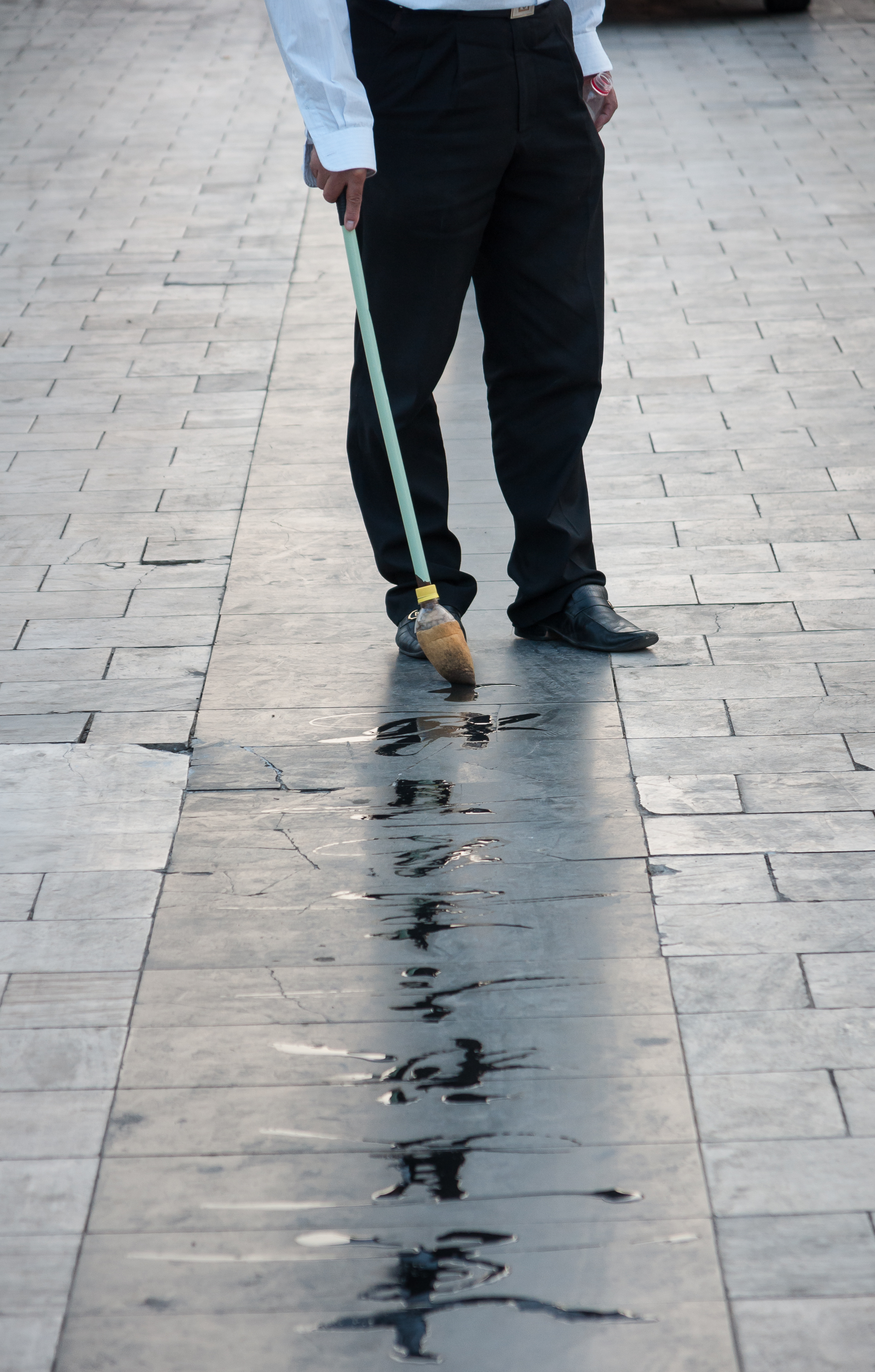
2009年辽宁省大连市中山广场上的地书练习者

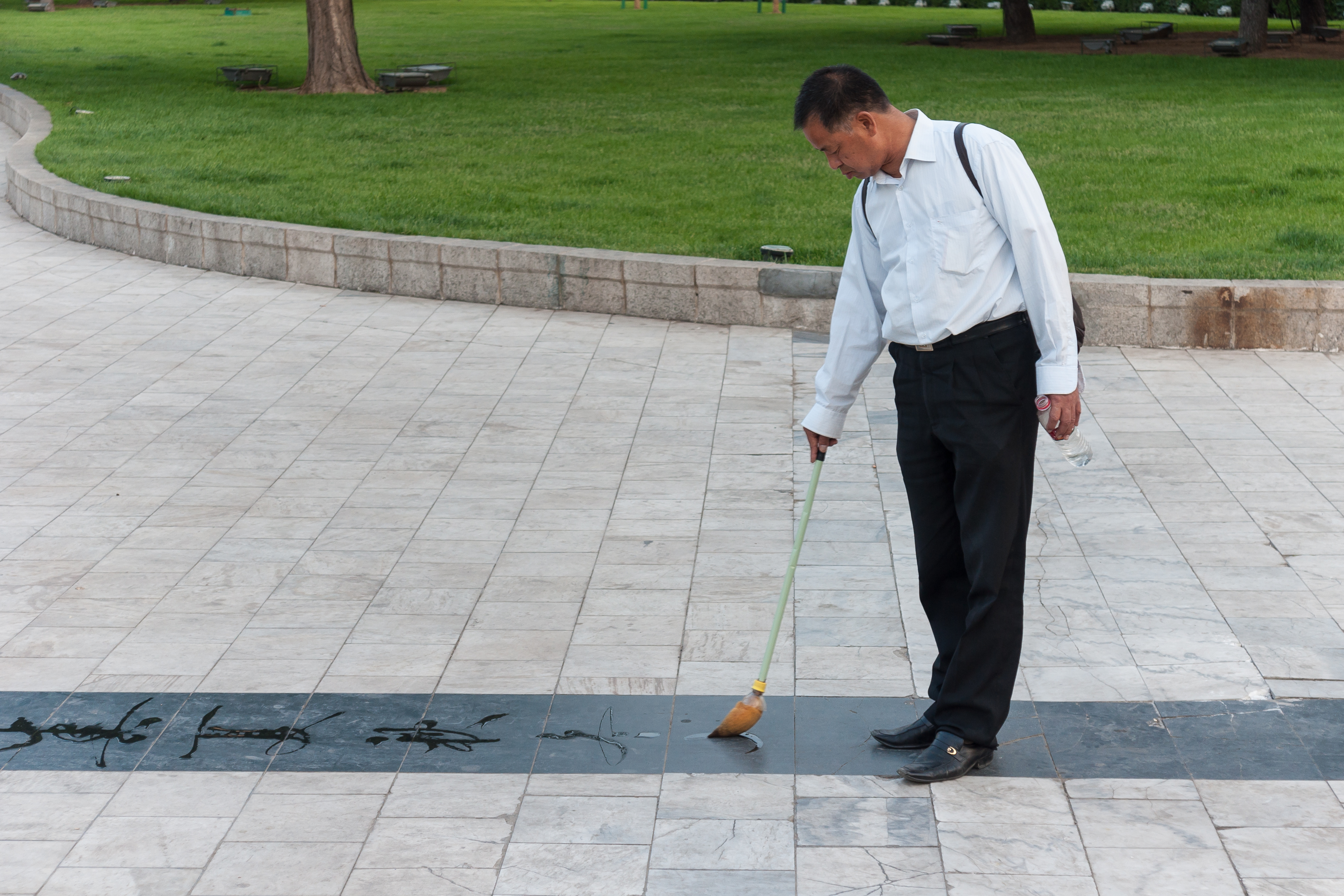
2009年辽宁省大连市中山广场上的地书练习者

有专家推测，中国古人创造中国文字时，最先便是用地书。现代地书为中国书法的分支。至少从1980年代，地书便已开始在北京市逐渐流行。例如1980年代末，北京青年湖畔便有老人写地书。而在北京地坛公园最先写地书的是住在安定门内的赵瑞明，他是工艺美术师，他写地书引起其他人的仿效。
传统中国书法使用毛笔书写。地书是用笔在平滑地面上书写，较早期采用粉笔，但因字迹难以清除而被禁止，后来常见的是用毛笔蘸水在平滑地面上书写。
过去练习地书时，书写者使用一支长杆毛笔、一个水桶，先用毛笔在水桶中蘸水，然后书写，每写几笔便要再次蘸水，而且长杆毛笔的长度无法调整。江苏省南京市的地书爱好者许维海经过试验，发明了一种新型地书笔，通过半自动装置向笔头供水，笔杆可通过拆卸连接而设置长度，方便书写者采用各种姿势（如站立式、蹲式、半蹲式）书写。该新型地书笔在2003年正式申报实用新型专利，随后在2005年成功成为实用新型专利。许维海在南京市试验生产出数百套新型地书笔，在南京市的地书爱好者及中小学生中广泛使用，获得好评。

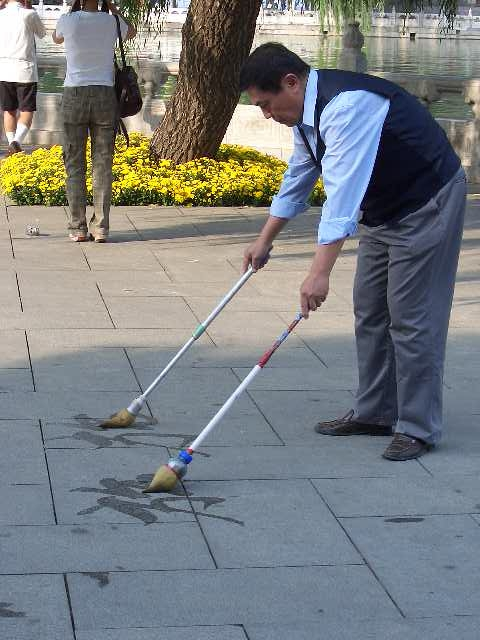
2004年北京市北海公园，一位游客正在用双笔写地书

2002年，在北京市陶然亭公园举办了陶然亭街道首届“陶然杯”地书比赛。2003年，比赛改成北京群众艺术馆、宣武区文化委员会、陶然亭街道办事处等单位共同主办，冠名为北京“陶然杯”地书邀请赛。此后该邀请赛每年举办。
2010年4月8日，经北京市宣武区社会团体管理办公室批准，“陶然地书协会”在陶然亭公园内举行的第八届“陶然杯”地书邀请赛闭幕式上成立，这是北京市乃至全中国第一家地书协会。陶然地书协会成立时，最年长的会员是95岁的盖立德，他从1980年代就开始在天坛公园练习地书，最年幼的会员是5岁的王子凡。陶然地书协会成立后，每年举办一次全国性地书大赛，并且组织会员赴中国各地培训地书爱好者。
自陶然地书协会成立后，中国各地纷纷成立地书协会。例如2011年“南京市地书协会”成立，许维海任会长。
地书书写者所练的各种书体都有，包括颜柳、行草、毛体乃至自创体。